# Russula subsect. Rhodellinae
Russula subsect. Rhodellinae ist eine Untersektion aus der Gattung Russula, die innerhalb der Sektion Tenellae steht. Das Taxon wurde von H. Romagnesi definiert und von M. Bon im Rang einer Untersektion weitestgehend so übernommen. 
- Die Typart ist Russula rhodella Fr., der Rotscheibige Täubling.

## Merkmale
Die Vertreter der Untersektion sind meist kleinere Täublinge mit mehr oder weniger rot oder orange gefärbten Hüten. Das Fleisch und der Stiel ändern ihre Farbe nur wenig. Vor allem neigen sie nicht oder nur kaum zum Gilben, können aber mitunter bräunen. Die Täublinge riechen nicht oder haben nur einen schwachen, meist mehr oder weniger fruchtigen Geruch. Der Stiel ist meist weiß, kann manchmal aber rosa oder rötlich gefärbt sein. Das Sporenpulver ist cremefarben, ocker oder gelb. Man findet die seltenen Täublinge in Laubwäldern.
| Deutscher Artname                                                         | Wissenschaftlicher Artname | Autor                             |
| ------------------------------------------------------------------------- | -------------------------- | --------------------------------- |
| Russula heterochroa*                                                      | Russula heterochroa*       | Kühner (1975)                     |
| Roter Samt-Täubling, Kleiner Reif-Täubling                                | Russula melzeri            | Zvára ( 1927)                     |
| Russula pseudoimpolita                                                    | Russula pseudoimpolita     | Sarnari (1987)                    |
| Buchen-Zwergtäubling                                                      | Russula puellula*          | F.H. Møller & Jul. Schäff. (1937) |
| Rotscheibiger Täubling                                                    | Russula rhodella           | E.-J. Gilbert                     |
| Stachelbeerroter Täubling                                                 | Russula zonatula           | Ebbesen & Jul. Schäff. (1952)     |
| Mit einem Stern (*) gekennzeichnete Arten sind nicht allgemein anerkannt. |                            |                                   |